# Eurocopter EC 725
L'Eurocopter EC 725 Caracal è un elicottero da trasporto militare tattico progettato dall'azienda europea Eurocopter, è derivato dall' Eurocopter Super Puma ed ha una versione civile l'Eurocopter EC 225. Si tratta di un elicottero pesante bimotore che può trasportare fino a 29 soldati disposti a seconda delle richieste del cliente, inoltre questo velivolo è utilizzato per operazioni di Combat/SAR e per l'evacuazione di feriti nelle zone di guerra.

## Sviluppo

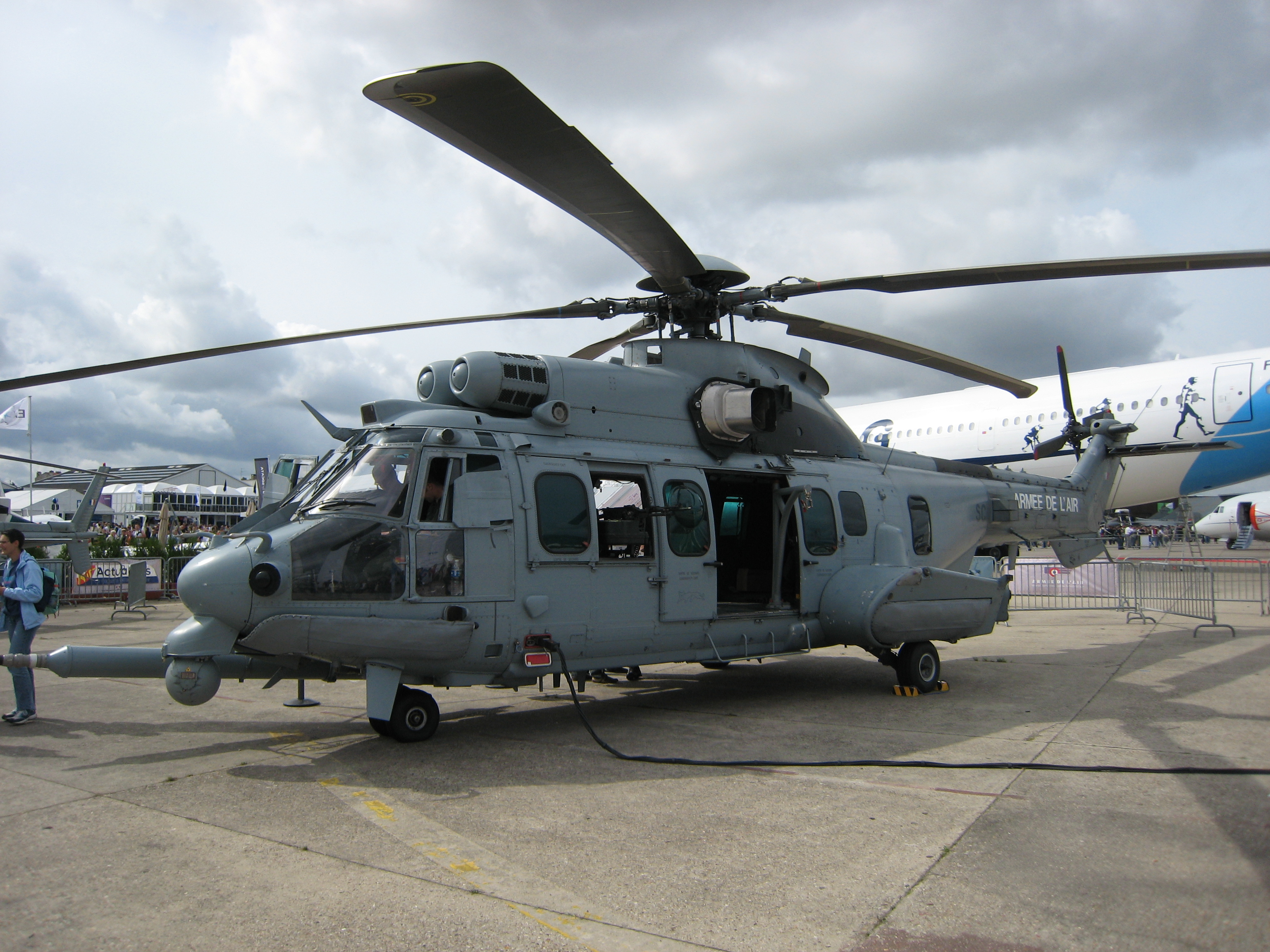
Caracal esposto al Paris air show del 2007.

L'EC 725 è stato sviluppato per soddisfare le richieste dell'Armée de l'air francese che cercava un velivolo adatto alle operazioni di Combat/SAR dopo che l'Eurocopter AS532 Cougar è stato respinto per tale scopo a seguito di numerose prove avvenute tra il 1996 e il 1999. Il Caracal ha effettuato il suo primo volo il 27 novembre 2000 nei pressi di Marignane ed è stato presentato ufficialmente il 15 gennaio 2001. L'Armée de l'air ordinò 6 apparecchi consegnati nel 2005, mentre nel 2002 l'Armée française ordinò altri 8 velivoli.

## Storia operativa
Gli elicotteri dell'Armée de l'air furono utilizzati per la prima volta nel 2006, quando vennero impiegati per l'evacuazione delle persone provenienti dal Libano. Dal 2007 i Caracal francesi sono impiegati in Afghanistan.

## Utilizzatori
Brasile

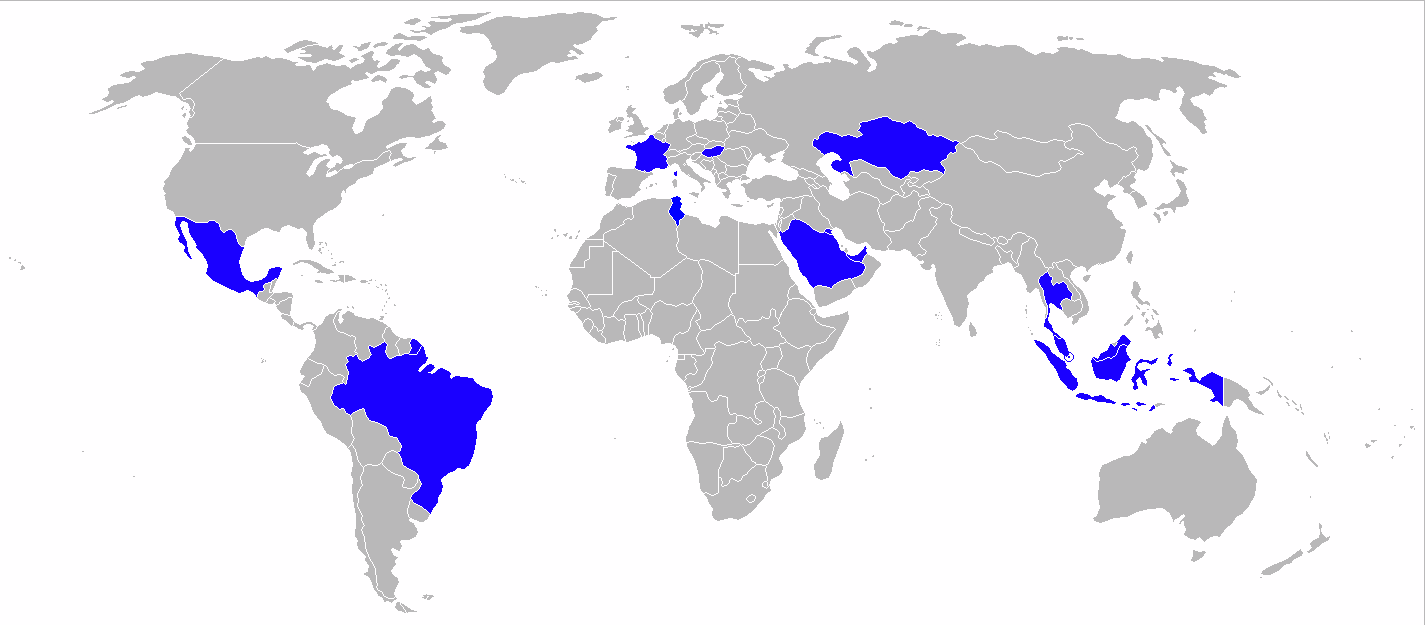
Paesi in cui si utilizza l' EC 725.

Il Brasile annunciò che l'Helibras avrebbe prodotto 50 unità di Caracal nello stabilimento di Itajubá, Minas Gerais. Tre elicotteri di prova furono testati nel 2010 e divennero operativi presso le forze armate brasiliane. Helibras prevedeva di iniziare l'assemblaggio degli elicotteri nel 2012. Al settembre 2018 erano 32 gli esemplari consegnati alle tre forze armate.
- Força Aérea Brasileira

16 ordinati, 13 consegnati all'ottobre 2018.
- Marinha do Brasil

7 UH-15 multuruolo e 2 UH-15A SAR in servizio all'agosto 2017. 16 ordinati, suddivisi in 8 UH-15 multiruolo e 3 UH-15A SAR in fase di consegna entro tutto il 2017, 5 UH-15B per lotta antinave da consegnarsi tra il 2018 ed il 2022.
- Exército Brasileiro

18 ordinati, 10 in servizio al settembre 2018.
 Francia
- Armée de l'air

A giugno 2019 è stato ordinato 1 nuovo H225M che si andrà ad aggiungere ai 10 esemplari già in organico. Ulteriori 8 H225M ordinati ad aprile 2021, i primi due dei quali sono stati consegnati a gennaio 2025.
- Armée de terre

A giugno 2019 sono 8 gli H225M in organico, in quanto un esemplare è andato perso in Burkina Faso nel 2014.
 Indonesia
- Tentara Nasional Indonesia Angkatan Udara

6 H225M ordinati nel 2012 e tutti in servizio al gennaio 2019. Ulteriori 8 H225M sono stati ordinati a gennaio 2019.
 Iraq
- Iraqi Army Aviation

12 H225M Caracal selezionati ad inizio agosto 2024 e ordinati ufficialmente il 7 settembre successivo. Primi due esemplari presi in consegna in Francia il 30 aprile 2025.
 Kazakistan
- Forza di difesa aerea della Repubblica del Kazakistan

20 H225M ordinati.
 Kuwait
- Al-Quwwat al-Jawwiyya al-Kuwaytiyya

24 ordinati con consegne a partire dal 2018.
- Guardia Nazionale

6 ordinati.
 Malaysia
- Tentera Udara Diraja Malaysia

12 esemplari consegnati tra il 2012 e il 2014.
 Messico
- Fuerza Aérea Mexicana

6 H225M ordinati a marzo 2010 e 6 a settembre 2010. Un esemplare è andato perso il 30 aprile 2015. 11 in servizio al dicembre 2023.
- Armada de México

6 H225M ordinati nel 2010.
 Paesi Bassi
- Koninklijke Luchtmacht

14 H225M selezionati il 5 giugno 2023. Ordine per 12 H225M (più due in opzione) formalizzato il 5 novembre 2024. Il piano originale prevedeva di ordinare quattordici H225M, ma a causa dei costi più elevati legati alle attrezzature di missione, l'ordine finale è stato modificato a dodici.
 Singapore
- Aeronautica militare della Repubblica di Singapore

16 H225M ordinati a novembre 2016. Il primo esemplare è stato consegnato il 29 marzo 2021.
 Thailandia
- Kongthap Akat Thai

4 H225M ordinati nel 2012 (ricevuti nel 2015), 2 nel 2014 (ricevuti nel 2016) e due nel 2016 (ricevuti ad ottobre 2018). Ulteriori 4, ordinati a settembre 2018 (saranno consegnati entro il 2021), porteranno a 12 il numero degli elicotteri ordinati.
 Ungheria
- Magyar légierő

16 H225M ordinati a dicembre 2018. Primi due esemplari consegnati il 18 luglio 2023.

## Galleria d'immagini

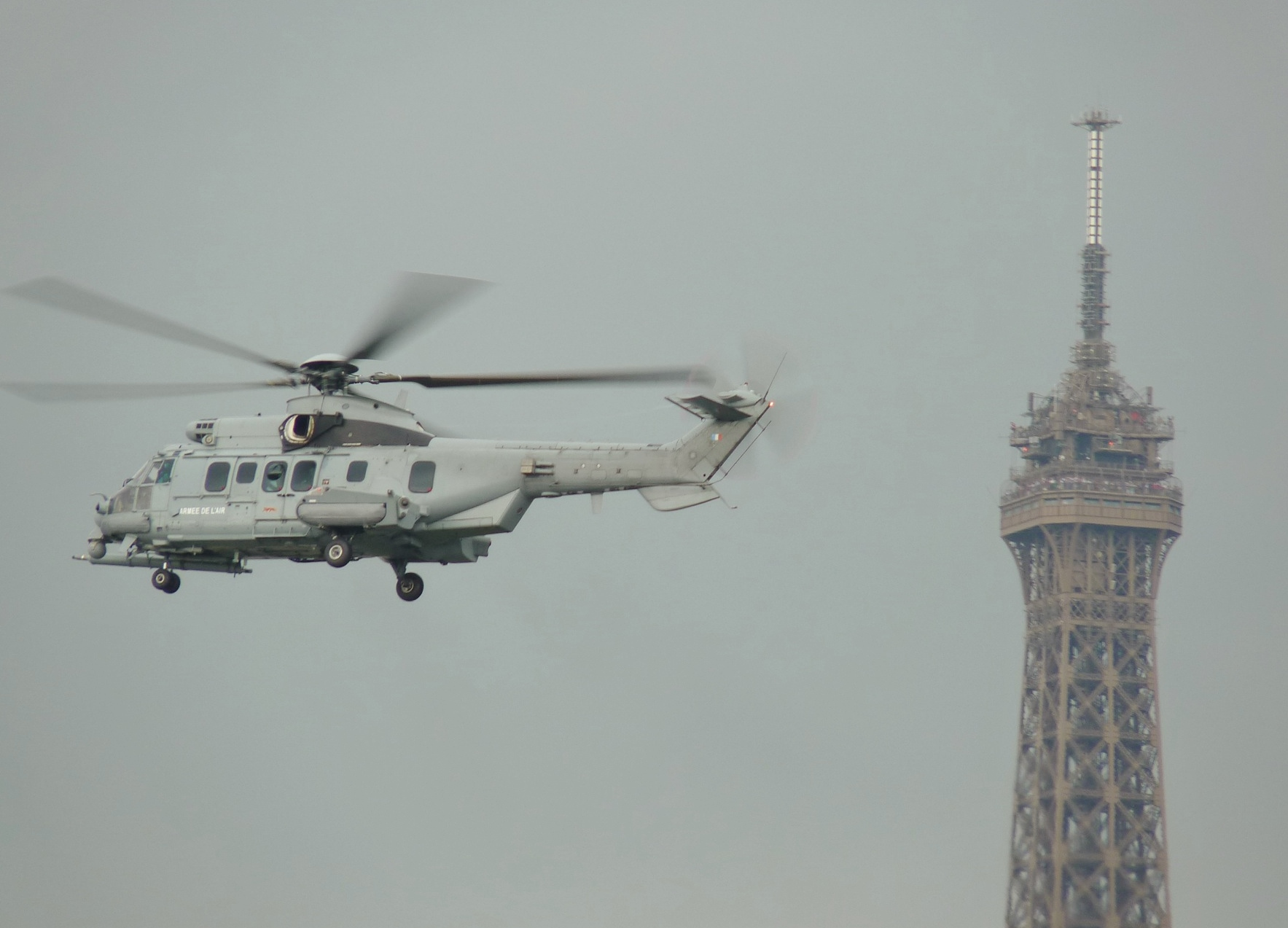
EC 725 mentre sorvola la Tour Eiffel nel 2010
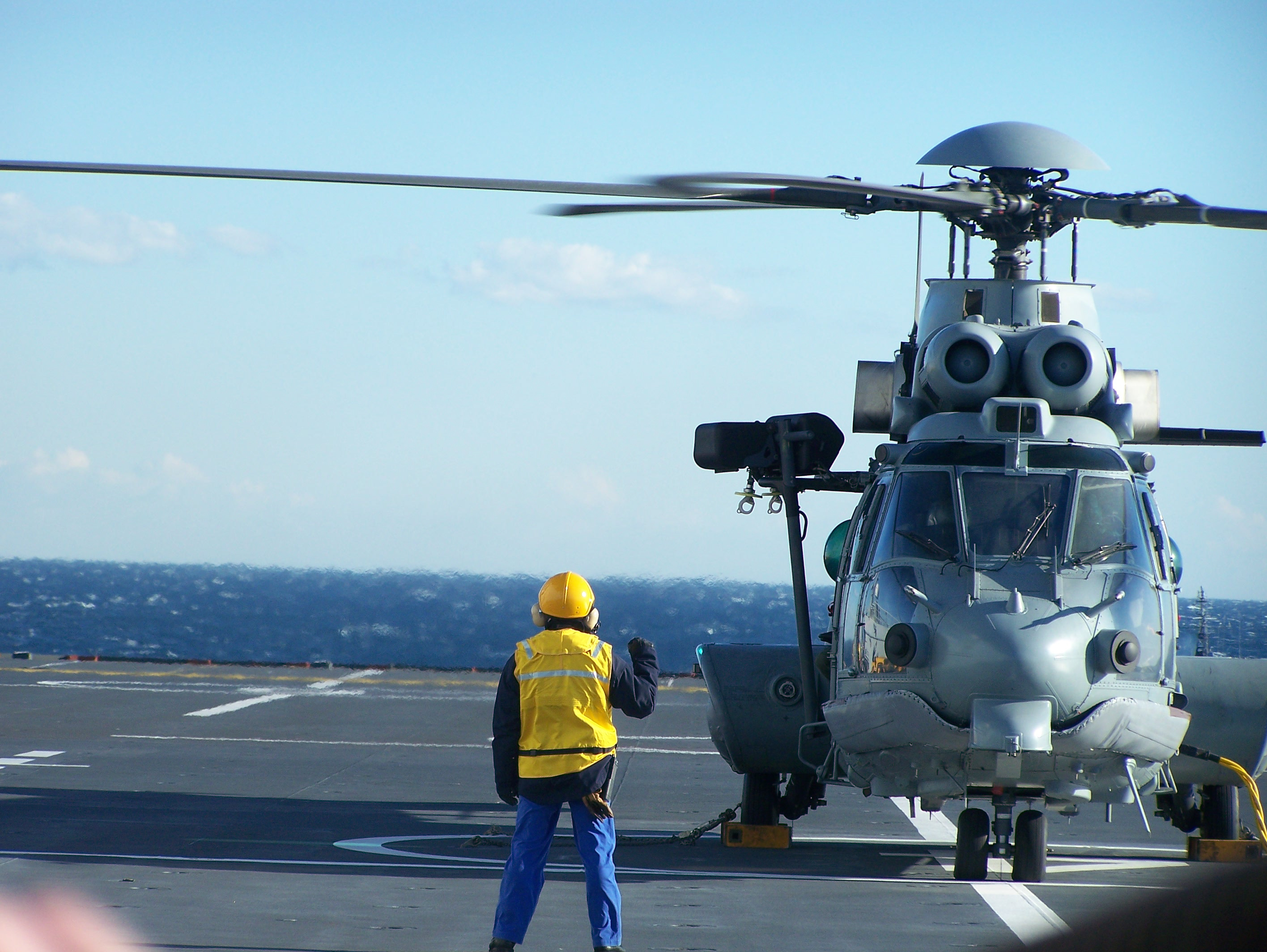
EC 725 mentre decolla dalla BPC Mistral
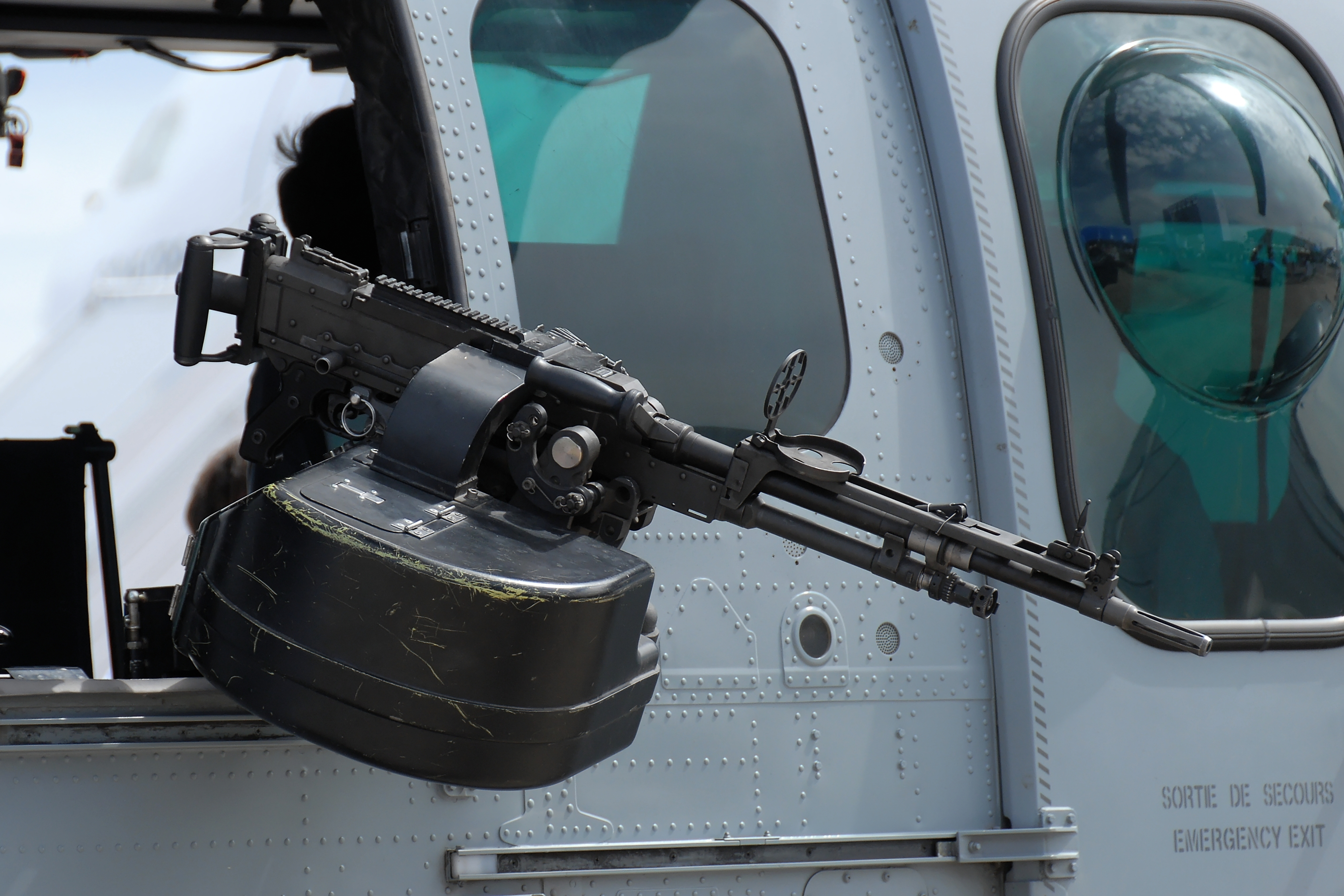
Un FN MAG montato sul EC 725
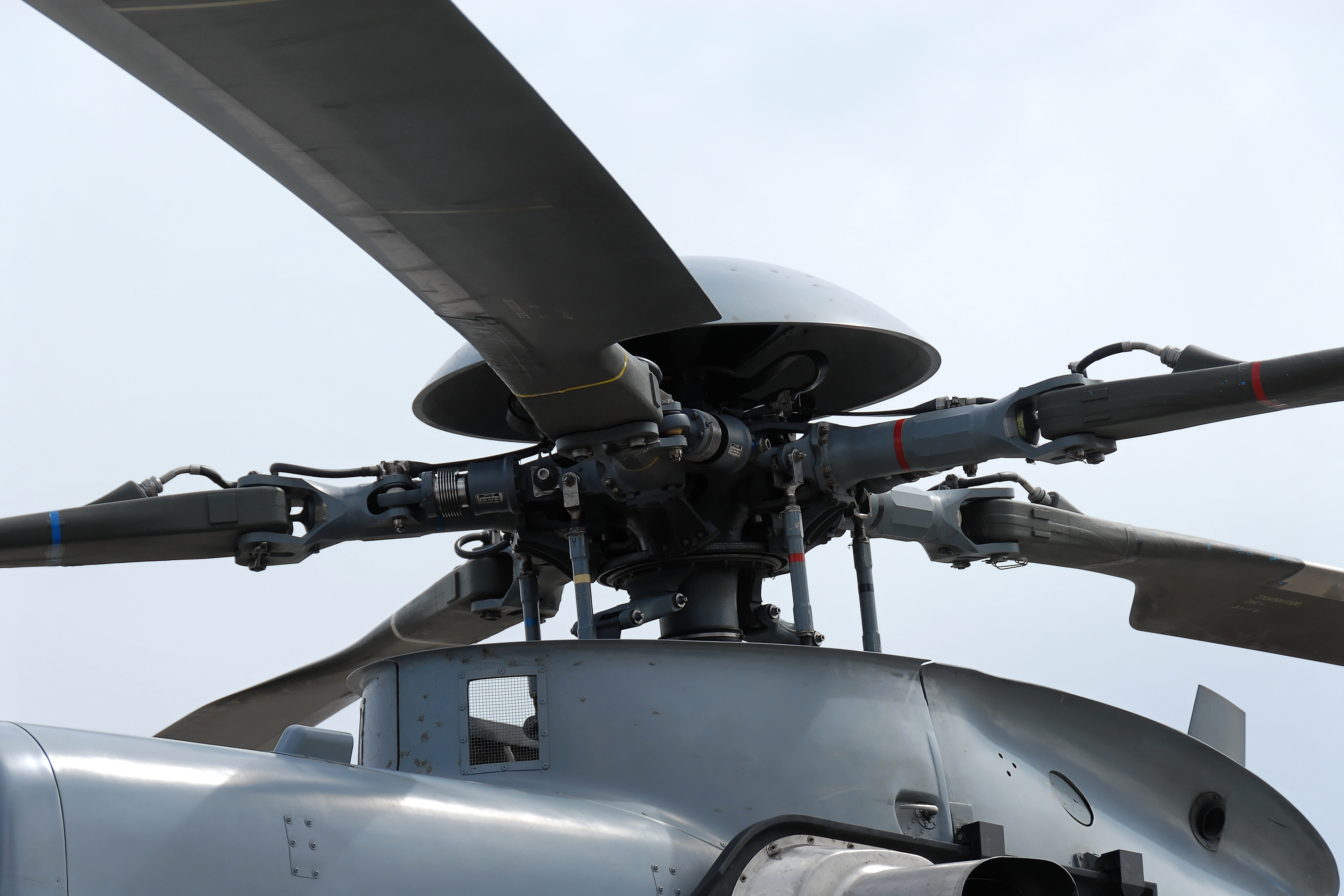
Il rotore del velivolo